# 長坂貞一
長坂 貞一（ながさか ていいち、1891年（明治24年）12月15日 - 1969年（昭和44年）1月5日）は、日本の政治家。愛知県豊田市（挙母市）の市長を2期務めた。

## 来歴
愛知県碧海郡西端村（現・碧南市）出身。呉服屋を営む杉浦喜六の四男として生まれた。1909年（明治42年）、愛知県立農林学校（現・愛知県立安城農林高等学校）卒業。小学校教員になったのち、1912年（大正元年）12月に農林省森林主事に任官。営林署技手として千葉、茨城、岐阜の各県に勤務し、1929年（昭和4年）に退職。
額田銀行勤務を経て、1933年（昭和8年）に挙母町役場の書記となる。トヨタ自動車工業（現・トヨタ自動車）の誘致に参画し、庶務課長、振興課長などを務めた。
1945年（昭和20年）、助役に就任。渡辺釟吉市長の下で市制施行に力を尽くし、1951年（昭和26年）3月1日に挙母市が誕生する。
1956年（昭和31年）1月6日、挙母市長の中村寿一が任期中に死去。これに伴って同年2月19日に行われた市長選に立候補し初当選した。
1957年（昭和32年）、工場誘致条例を制定し、工場誘致に乗り出すとともに、市内小中企業に対しては、組合組織による団地結成を呼びかけ、2つの工業団地を造成した。

### 豊田市に市名変更

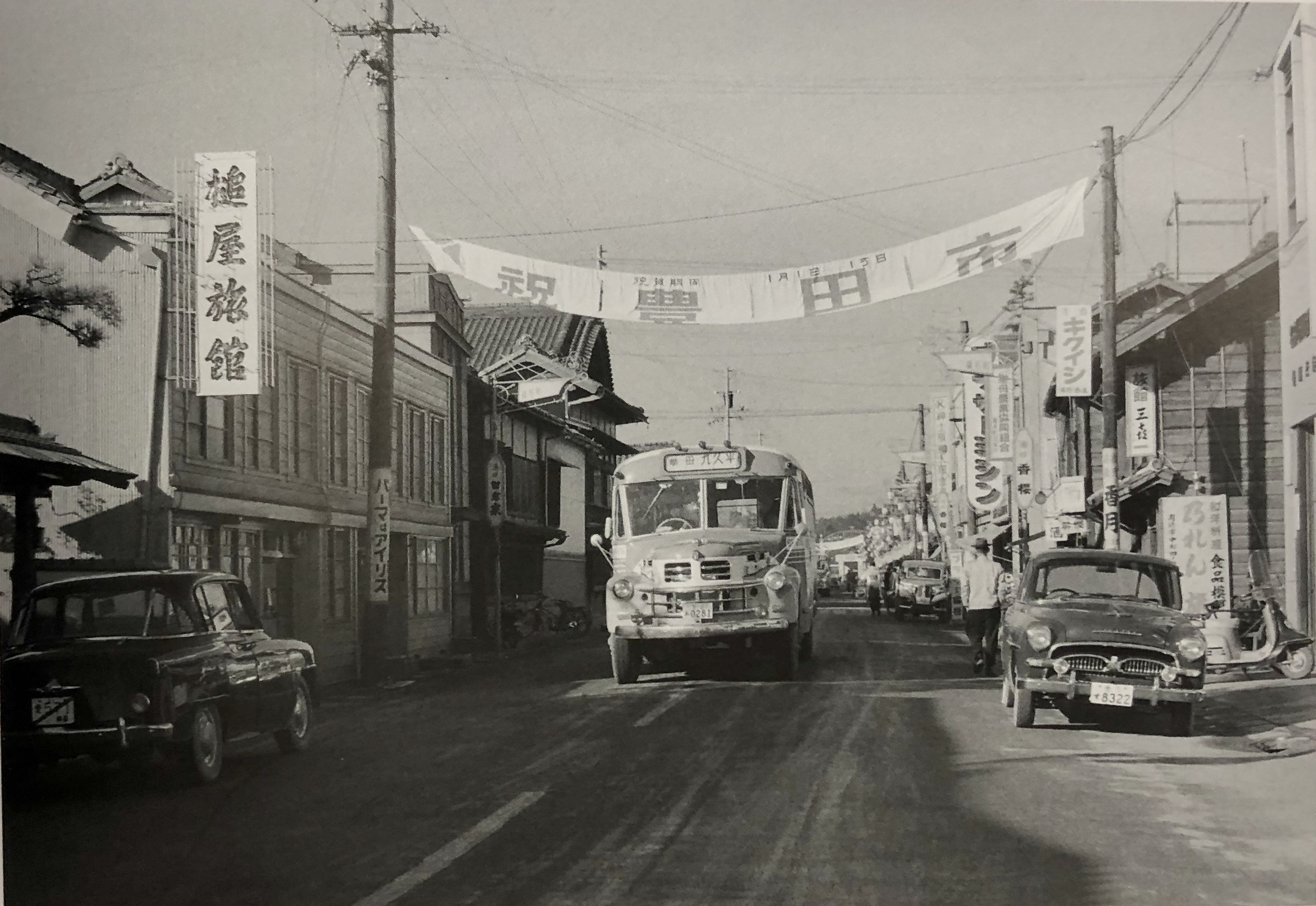
1959年1月1日、挙母市は「豊田市」に市名変更した。

1958年（昭和33年）1月29日、挙母商工会議所の杉浦定治会頭をはじめとする商工会議所同志一同による請願書「挙母市を豊田市と市名変更の件」が、市議会議長宛てに提出される。
市議会はこれを受けて、同年5月17日の議会において請願書を正式に採択することを決議。長坂は直ちに地方自治法第3条第3項の規定に基づいて条例を作り、桑原幹根知事に「市の名称変更の許可申請書」を提出した。
しかし議場の外では、市名変更に対する激しい反対運動が展開された。初代市長の渡辺釟吉ら3名を発起人とする挙母愛市同志会が結成され、6月12日に同団体による市民決起大会が開かれる。会場では賛成、反対両派のヤジ、怒号が乱れ飛び、その後各地区での反対集会が9月12日までに70余回行われた。反対派は市名変更の議決（6月24日）の翌日から反対署名運動を始めたが、県は同年7月29日に変更申請を許可し、1959年（昭和35年）1月1日をもって挙母市は豊田市に市名変更した。
1960年（昭和35年）2月の市長選は、市名変更に反対した市民、青年会、婦人団体の推す元衆議院議員の本多鋼治との一騎打ちとなり、小差で再選を果たした（長坂11,843票、本多10,580票）
1963年（昭和38年）12月、大正の終わり頃から作りためていた短歌160首、随想、市政回顧などを内容とする『人生のつれづれ』を自費出版。1964年（昭和39年）2月の市長選は高齢の故をもって出馬せず、2期で引退。同年10月21日、藍綬褒章を受章。1968年（昭和43年）12月15日、豊田市名誉市民に推挙される。
1969年（昭和44年）1月5日、死去。同年、勲五等瑞宝章を受章。77歳没。